# All About Eve
All About Eve (en España, Eva al desnudo; en Argentina y en México, La malvada; en México, también Hablemos de Eva) es una película estadounidense de 1950 dirigida por Joseph L. Mankiewicz y con Bette Davis y Anne Baxter en los papeles principales. El guion está basado en el cuento The Wisdom of Eve, de Mary Orr. El cuento, de nueve páginas, se había publicado por primera vez en mayo de 1946 en la revista Cosmopolitan, y estaba inspirado en la historia de una mujer que había sido secretaria de la actriz Elisabeth Bergner.  
Alabada por la crítica en el momento de su estreno, All About Eve recibió 14 candidaturas a los Premios Óscar —hazaña empatada por Titanic (1997) y La La Land (2016)— y ganó seis de ellos, incluyendo mejor película. All About Eve es la única película en la historia de los Óscar que recibió cuatro candidaturas para actrices femeninas (Davis y Baxter como mejor actriz, Holm y Ritter como mejor actriz de reparto).  All About Eve fue elegida en 1990 para su conservación en el Registro Nacional de Cine de los Estados Unidos, situándose entre las 50 primeras en ser elegidas. All About Eve apareció en el puesto n.º 16 en la lista de las 100 mejores películas estadounidenses elaborada por el American Film Institute en 1998.

## Argumento

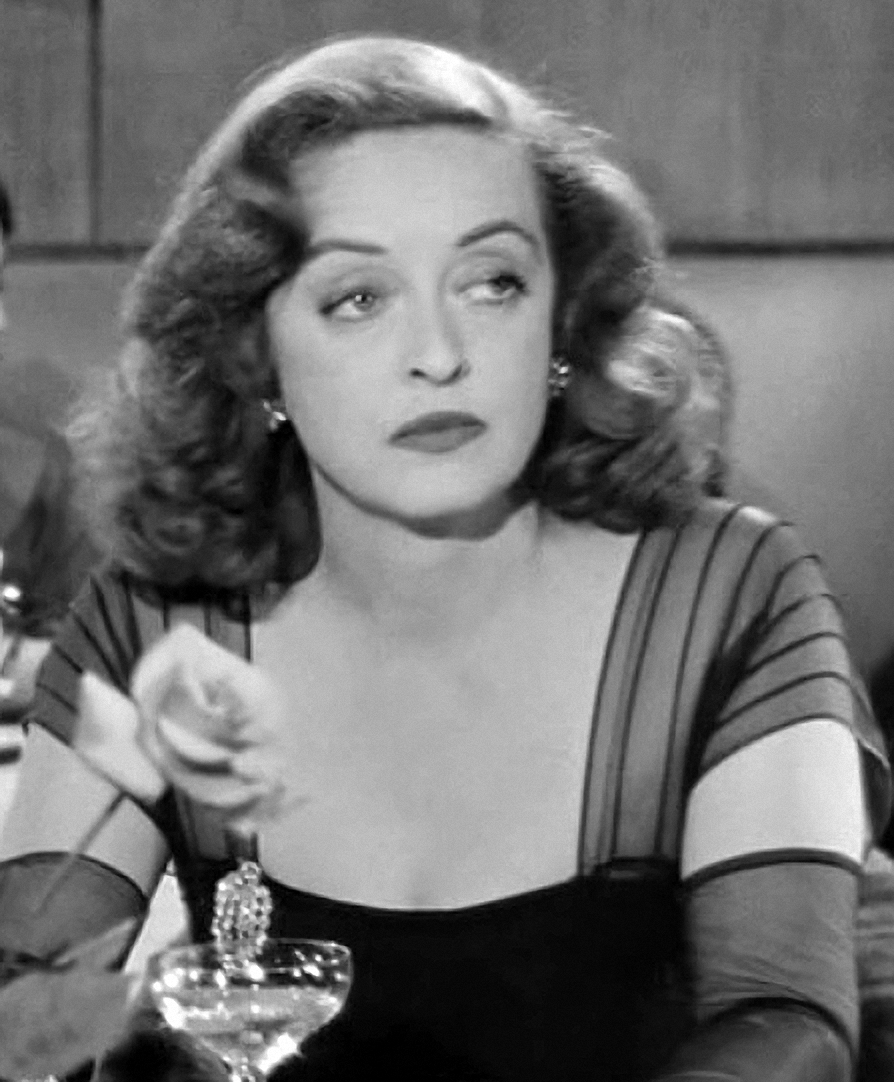
Bette Davis en un fotograma del reclamo.

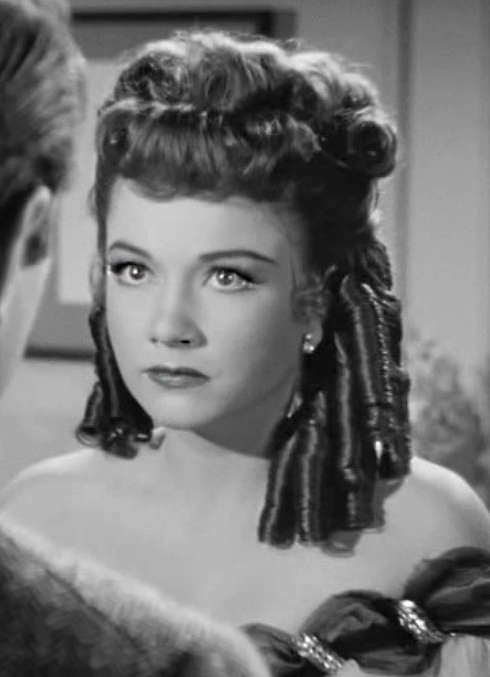
Anne Baxter en un fotograma del reclamo.

Margo Channing es una famosa estrella de teatro que ha cumplido los 40 años. Al finalizar una de sus actuaciones en la obra «Añejada en Madera», tiene una pequeña reunión con sus amigos de toda la vida, Karen Lloyd, Lloyd Richards marido de Karen y también un gran dramaturgo y por último a su pareja Bill Samson. Antes de entrar a saludar a Margo, Karen Lloyd, invita a Eve Harrington para que pueda conocer a la que ha sido siempre, la estrella más admirada por ella, a tal punto que no se ha perdido ninguna de sus actuaciones, cosa que deja impresionada a Karen, por lo tanto decide que vale la pena que Margo conozca a esta gran admiradora y la invita a conocerla.
Eve habla de su pasado y de cuán extraordinariamente admira a Margo. Ésta siente compasión y decide contratarla como secretaria, algo sobre lo que están de acuerdo el dramaturgo Lloyd Richards y su mujer, Karen. Eve se convierte en la perfecta sirvienta-secretaria-amiga -casi servil- de Margo, cariñosa y amabilísima con el círculo de amistades de ésta. La única que sospecha de las intenciones de Eve es la veterana y fiel sirvienta de Margo: Birdie, que antes también había sido estrella de teatro.
Bill Samson es el director en la obra y pareja de Margo, quien tuvo que viajar a California. En la fiesta de bienvenida, Margo le hace una escena de celos porque en vez de anunciarse enseguida se quedó charlando con Eve. Luego entrada en la fiesta, Margo ya borracha la recrimina delante de los demás invitados: Max Fabian, su productor; el muy influyente crítico de teatro Addsison DeWitt y su amante, la señorita Casswell.
Antes de acabarse la fiesta, Margo arregla con su productor que contrate a Eve para su oficina como una manera de quitársela de encima, y se compromete a ayudar a la señorita Casswell en una audición que de otra manera no superaría.
Margo llega demasiado tarde, detiene a la señorita Casswell en su audición y se entera por Addsison de que Eve ha leído en su lugar y ha conseguido el puesto de suplente. Enfurecida, Margo reprende con vehemencia a Lloyd Richards y a Bill por conspirar a sus espaldas. Bill trata de apaciguarla comprendiendo los celos por Eve, pero Margo no cede, y se separan.
Cuando Karen se entera de la rudeza de Margo, decide darle una lección de humildad y conspira para que Eve ocupe su lugar invitándola a un fin de semana de campo, y luego arreglando -al espectador le cabe la sospecha de que la falta de gasolina haya sido preparada ¿por Karen?- para que no pueda llegar a tiempo para volver a actuar en la obra.
Al día siguiente Addison alaba la actuación de Eve en su columna del periódico, en la que se incluye una entrevista con ella que contiene varias observaciones poco amables sobre las actrices ya maduras que continúan haciendo papeles de jovencita.
Bill, que la noche anterior había rechazado las insinuaciones de Eve, corre al lado de Margo y se disculpa por no haber hecho caso de su juicio sobre Eve, y se reconcilian. Para celebrar el compromiso matrimonial de Margo con Bill, se juntan a comer con su pareja amiga Lloyd y Karen.
Esta última recibe una nota para encontrarse en el tocador de damas con Eve, quien quiere hablarle de algo. Eve desmiente lo que ha salido como sus declaraciones en la columna de Addsison y, cuando no funciona la mentira, la chantajea con destapar todo el asunto del día de campo, en el que se descubre que además se arregló con algunos periodistas para perjudicar más a Margo en ese momento. Karen vuelve a la mesa, y antes de que se sepa que hará, Margo anuncia que piensa retirarse un poco de escena porque ahora será "una mujer casada" y le pide que busque otra actriz para que la reemplace por un tiempo.
Eve, que ha conseguido así el papel principal en la comedia de Lloyd, le dice a Addison poco antes del estreno en New Haven, que Lloyd piensa casarse con ella y divorciarse de Karen. Addison le replica que él está al corriente de todos sus planes (por un almuerzo previo con Karen) y que conoce su verdadero pasado, que es turbio. Añadiendo que ella le pertenece a él, que ambos son dos cazadores, que se merecen uno al otro aunque no se amen ni sean capaces de hacerlo, él la amenaza con destapar su pasado, si no abandona sus planes de casarse con Lloyd prometiéndola a cambio su apoyo para su futura carrera. Arrinconada, ella acepta.
Tras ser aclamada como la mejor actriz del año y dar un fantástico discurso al recibir el premio, Eve rechaza ir a la fiesta posterior, y regresa a su hotel. En la habitación encuentra a una joven dormida en un sillón. La chica asegura ser una gran admiradora de Eve (presidenta de un club de fanes de secundaria) y menciona sus deseos de pisar las tablas. Eve, absorta en su propio triunfo, no comprende que la está acechando una criatura igual que ella, de las que hay muchas más en su profesión.

## Reparto
- Anne Baxter: Eva Harrington
- Bette Davis: Margo Channing
- George Sanders: Addison DeWitt
- Celeste Holm: Karen Richards
- Gary Merrill: Bill Sampson
- Hugh Marlowe: Lloyd Richards
- Thelma Ritter: Birdie
- Gregory Ratoff: Max Fabian
- Marilyn Monroe: Miss Claudia Casswell
- Barbara Bates: Phoebe

## Producción

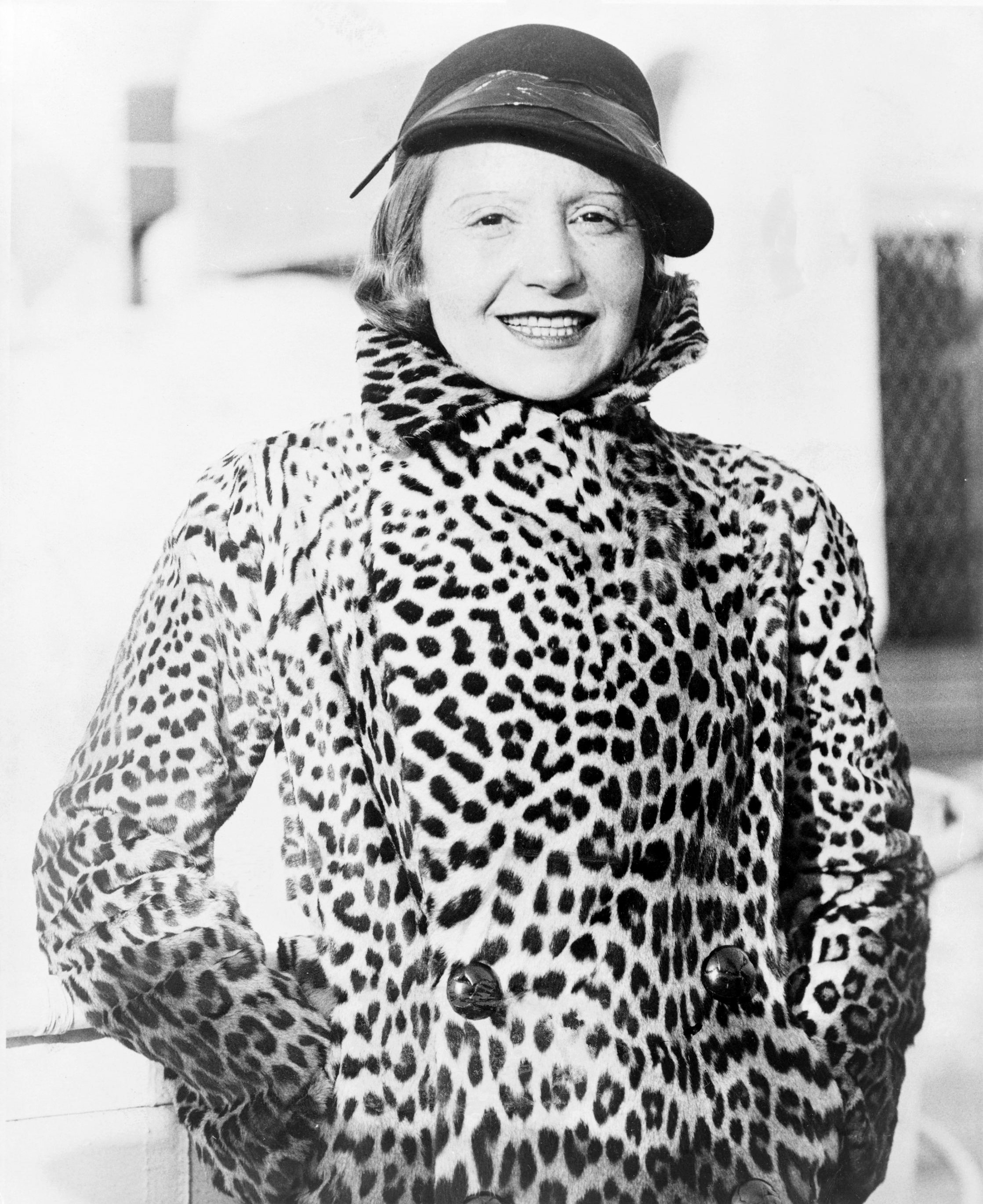
Elisabeth Bergner

La película está basada en la experiencia vivida por la actriz Elisabeth Bergner cuando interpretaba la obra Las dos señoras Carroll en los años 1943 y 1944, y que contó a la autora Mary Orr. En esa época, Bergner conoció a una joven admiradora a la que dio empleo como asistenta y que, más tarde, intentó destruir su carrera. Orr cambió ligeramente la historia, permitiendo que al final la admiradora le robara el papel protagonista a la actriz.
En 1949, Mankiewicz estaba considerando hacer una película sobre una actriz de mediana edad, cuando llegó a sus manos la novela de Orr. Con la ayuda del productor Darryl F. Zanuck, se enroló en la realización de la película. Para el papel principal, el de Margo Channing, se pensó originalmente en Claudette Colbert, quien incluso ya había firmado el contrato, pero una lesión en la espalda le obligó a abandonar el proyecto. Posteriormente, se pensó en Susan Hayward, quien fue rechazada por ser demasiado joven, y Marlene Dietrich, quien fue rechazada por ser demasiado «alemana». Se pensó entonces en Barbara Stanwyck, pero no estaba disponible en esos momentos. También se pensó en Gertrude Lawrence, pero cuando su agente sugirió «que estaría bien que Gertie se sentara ante el piano y cantara», Mankiewicz la rechazó inmediatamente. Es entonces cuando Zanuck llamó a Bette Davis, quien estaba terminando su trabajo en «Más allá del bosque». Cuando terminó de leer el guion, el cual le parecía uno de los mejores que había leído nunca, aceptó el papel. 
Para el papel de Eva Harrington, se pensó en Jeanne Crain pero se quedó embarazada, lo que le obligó a dejar la película. Anne Baxter, quien había ganado recientemente el Oscar a la mejor actriz de reparto por «El filo de la navaja», ocupó su lugar.

## Premios

All About Eve está preservada en el Registro Nacional de Cine de la Biblioteca del Congreso de Estados Unidos

### Óscar 1950
| Categoría                            | Persona                                 | Resultado |
| ------------------------------------ | --------------------------------------- | --------- |
| Mejor película                       | Mejor película                          | Ganadora  |
| Mejor director                       | Joseph L. Mankiewicz                    | Ganador   |
| Mejor actriz                         | Anne Baxter                             | Nominada  |
| Mejor actriz                         | Bette Davis                             | Nominada  |
| Mejor actor de reparto               | George Sanders                          | Ganador   |
| Mejor actriz de reparto              | Thelma Ritter                           | Nominada  |
| Mejor actriz de reparto              | Celeste Holm                            | Nominada  |
| Mejor guion adaptado                 | Joseph L. Mankiewicz                    | Ganador   |
| Mejor sonido                         | W.D. Flick Roger Heman                  | Ganadores |
| Mejor montaje                        | Barbara McLean                          | Nominada  |
| Mejor fotografía (en blanco y negro) | Milton Krasner                          | Nominado  |
| Mejor decoración (en blanco y negro) | Lyle Wheeler Thomas Little George Davis | Nominados |
| Mejor música                         | Alfred Newman                           | Nominado  |
| Mejor vestuario (blanco y negro)     | Charles LeMaire Edith Head              | Ganadores |

### Premio Sarah Siddons
La película comienza con la imagen de un trofeo de ficción, descrito por DeWitt como el «mayor honor que nuestro teatro ha conocido: el premio Sarah Siddons por logros distinguidos». La figura está modelada con base en la famosa pintura de Siddons personalizada como la musa trágica de Joshua Reynolds, una copia de la cual está colgada en la entrada del departamento de Margo y se puede ver varias veces durante la escena de la fiesta. En 1952, un pequeño grupo de distinguidos espectadores de Chicago comenzó a otorgar un premio con ese nombre, que fue esculpido para parecerse al que se usa en la película. Ha sido otorgado anualmente, con homenajeados anteriores como Bette Davis y Celeste Holm.